# Mike Heller
Mike Heller, (nascido em 17 de Janeiro de 1982) é um baterista de bandas como Fear Factory, Malignancy e System Divide.

## Biografia
Mike Heller estudou bateria na Escola de Música coletiva em Nova York. Ele traça suas influências musicais e percussão em muitos gêneros, incluindo gospel, jazz latino e funk. Ele é conhecido por incorporar esses estilos em suas composições de death metal, embora eles serem difíceis de reconhecer quando posto no tempo de death metal. Mike ensina atualmente aspirantes bateristas de metal extremo e escreve colunas para Sick Drummers Magazine. Mike toca bateria em estúdio e tem colaborado com artistas de vários estilos diferentes. Mike se juntou ao Yonkers, New York, a banda de Technical Death Metal Malignancy em 2003, substituindo Roger J. Beaujard, atualmente baixista da banda. Em 2008, ele começou a System Divide com o vocalista da banda Aborted, Sven de Caluwé e ex-vocalista do Distorted Miri Milman. Mike está atualmente em turnê com o Fear Factory onde ingressou em 2012.